# بوگدانووو (استان بورگاس)
بوگدانووو (به بلغاری: Bogdanovo) یک منطقهٔ مسکونی در بلغارستان است که در استان بورگاس واقع شده‌است.